# Europapa
«Europapa» (укр. Євротато) — пісня нідерландського співака Йоста Кляйна, з якою він представляв Нідерланди на Пісенному конкурсі Євробачення 2024 в Мальме, Швеція після внутрішнього відбору національним мовником AVROTROS. Кляйн виступив у півфіналі, де посів 2 місце, і пройшов до фіналу конкурсу, але був дискваліфікований через неприпустиму поведінку щодо членкині продюсерської команди. 

## Про пісню
Композицію «Europapa» склали Паул Елстак, Теун де Крюйф (Tantu Beats), Тіймен Меліссант і Ділан ван Дейл, а слова — Йост Кляйн, Донні Еллерстрем і Тім Гаарс. В інтерв'ю Кляйн заявляв, що ця пісня є одою Європі та «листом» покійному батькові, який навчив його, що світ не має кордонів.. «Europapa» описана Trouw як «ретро-хеппі хардкор», а Кляйном — як стиль, що бере натхнення з 2 Unlimited і Vengaboys, будучи сумішшю між «типовим жанром Євробачення» та балакучістю.
Прем'єра пісні відбулася 29 лютого 2024 року в спеціальному прямому ефірі De Avondshow met Arjen Lubach.

### Музичний кліп
Прем'єра кліпу на пісню «Europapa», спродюсованого Верасом Фавазом, відбулася в прямому ефірі на De Avondshow met Arjen Lubach, а через десять хвилин відбувся реліз на каналі Євробачення в YouTube.
Музичне відео містить епізодичні ролі колишніх нідерландських учасників Євробачення — Рене Фрогера (2009, як учасник De Toppers) та S10 (2022), Емми Вортелбоер, нідерландської прес-секретарки конкурсу 2019, тіктокерів Appie Mussa і Stuntkabouter, які приєднаються до Кляйна на сцені конкурсу.

### Кавер-версії
Після випуску пісні в Нідерландах вийшли кілька кавер-версій, зокрема нідерландською жестовою мовою і виконання на органі. Пародії на пісню були присвячені схожим за звучанням місцям, як-от залізнична станція Europaparkin Groningen і площа Europaplein у Леувардені, або іншим предметам, як-от народна музика в стилі hoempapa.

## Пісенний конкурс Євробачення 2024

### Внутрішній відбір
12 липня 2023 року AVROTROS відкрив вікно подання заявок, де артисти та композитори мали змогу подати до трьох власних робіт до 30 вересня того ж року. Уперше від композиторів, які подали заявку, не вимагалося вказувати виконавця пісні, якого буде обрано згодом; однак пріоритет надавався повним поданням. На кінець періоду подачі заявок телекомпанія отримала рекордні 613 пісень — переважно англійською мовою та близько сотні нідерландською.
Станом на кінець жовтня 2023 року всі заявки були оцінені та звужені до короткого списку, який, як повідомлялося, на середину листопада містив десять артистів; п'ятеро з них були відібрані для фінального раунду, який відбувся 28 листопада, де виконавці виступили зі своїми заявками наживо перед комітетом, перед прийняттям остаточного рішення. 11 грудня Йоста Кляйна оголосили обраним учасником із його піснею «Europapa».

### Просування
У рамках реклами своєї участі в конкурсі Кляйн відвідав 13 квітня 2024 року пре-паті Eurovision in Concert в Амстердамі та наступного дня Nordic Eurovision Party в Стокгольмі.

### На Євробаченні
Пісенний конкурс Євробачення 2024 відбувся на Мальме-Арені в Мальме, Швеція, і складався з двох півфіналів, що пройшли 7 і 9 травня відповідно, і фіналу 11 травня 2024 року. 
Під час жеребкування 30 січня 2024 року Нідерланди потрапили до другої половини другого півфіналу шоу та закривали півфінал під 16 номером. Пісня «Europapa» посіла 2 місце у півфіналі зі 182 балами та кваліфікувалася до фіналу. Від Австрії, Греції, Бельгії і Мальти пісня здобула 12 балів. 

У фіналі Йост Кляйн мав виступити п'ятим, проте 11 травня 2024 ЄМС заявила про те, що Йост не братиме участі в фіналі, оскільки шведська поліція почала розслідування скарги учасниці продюсерської команди проти представника Нідерландів через неприпустиму поведінку останнього. Оскільки виступ Кляйна встигли оцінити журі, які бачать виступити учасників напередодні шоу, окремо від глядачів, відомо, що пісня «Europapa» здобула б від журі 58 балів (12 місце). 

Фрагменти виступу на Євробаченні 2024
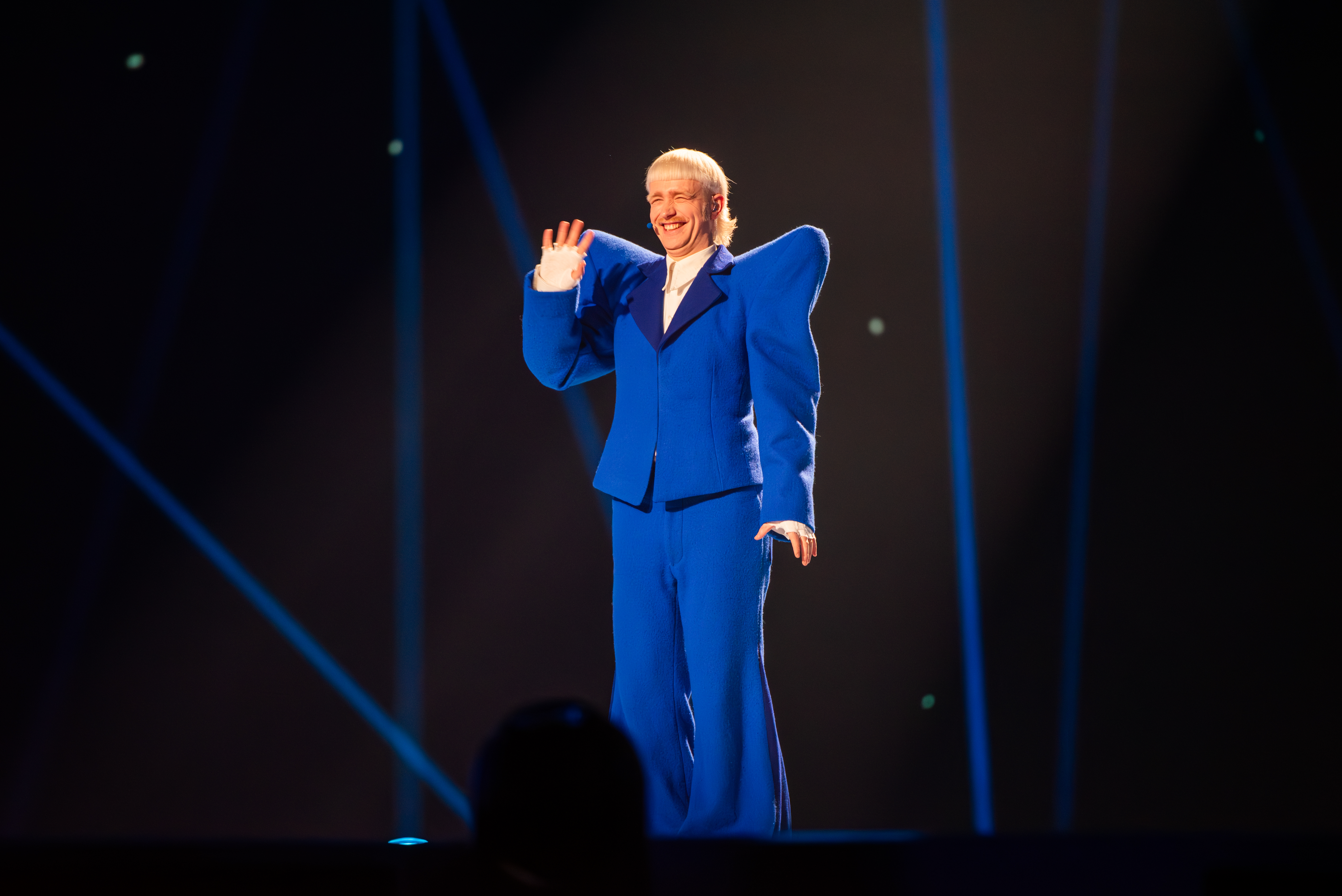
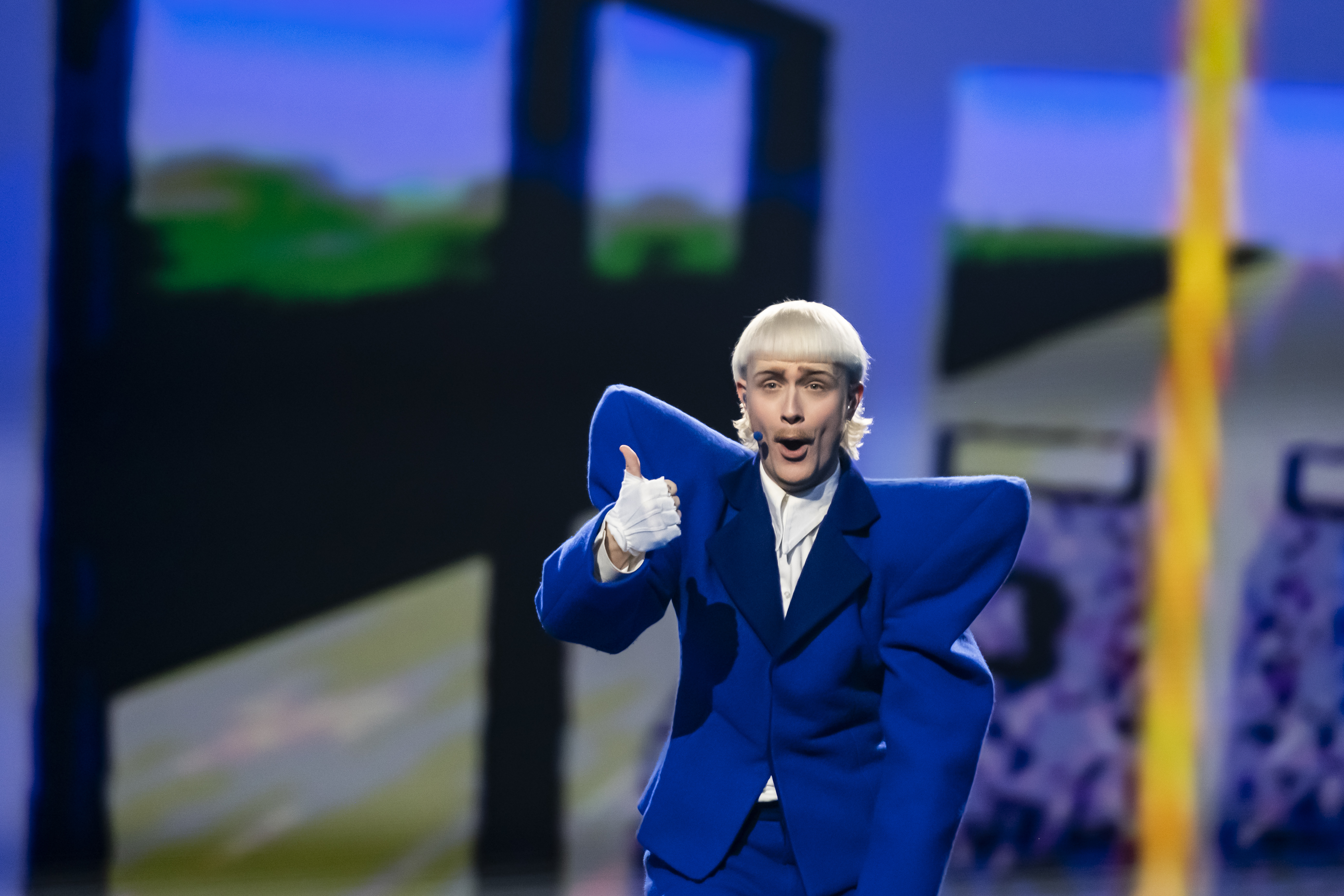
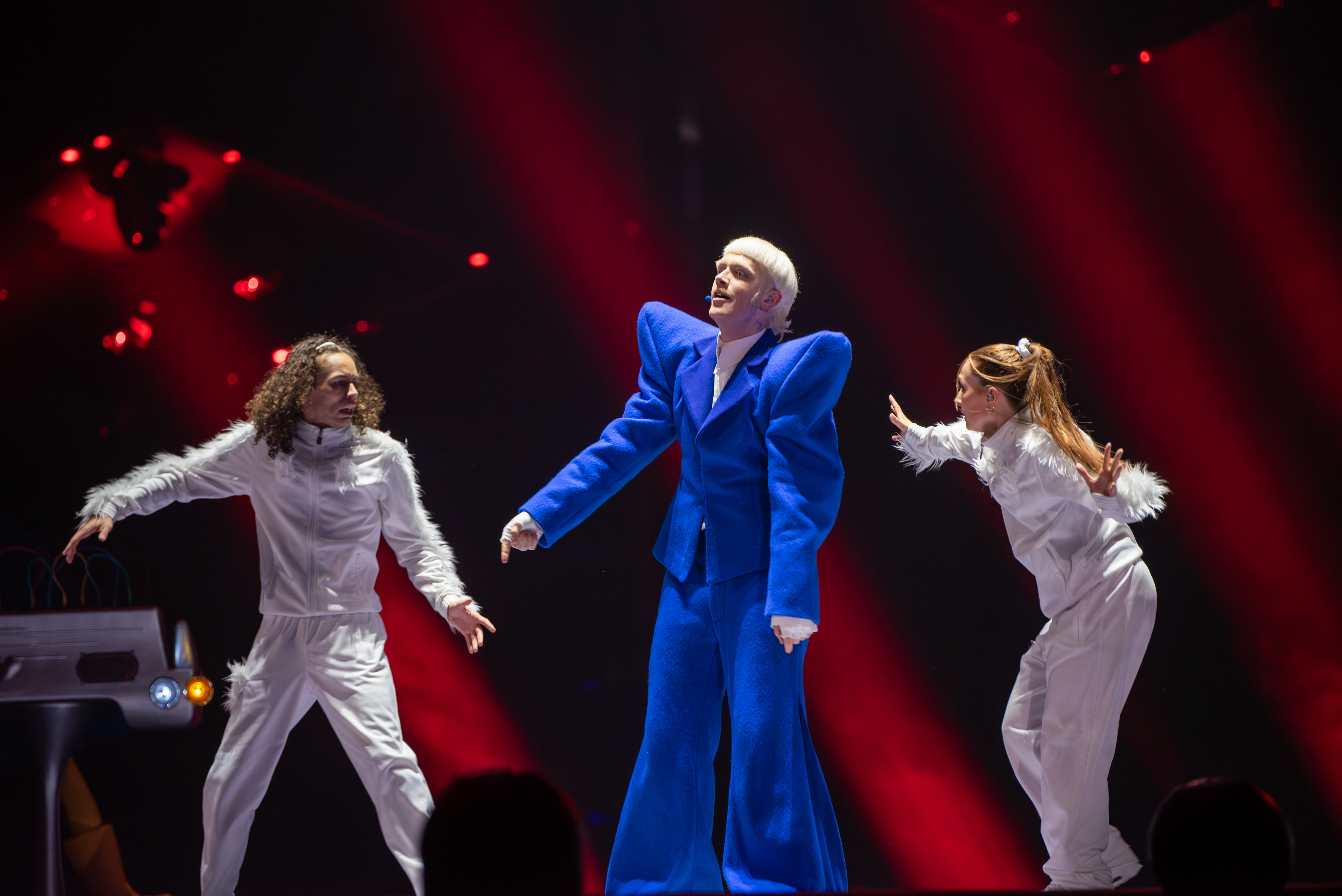
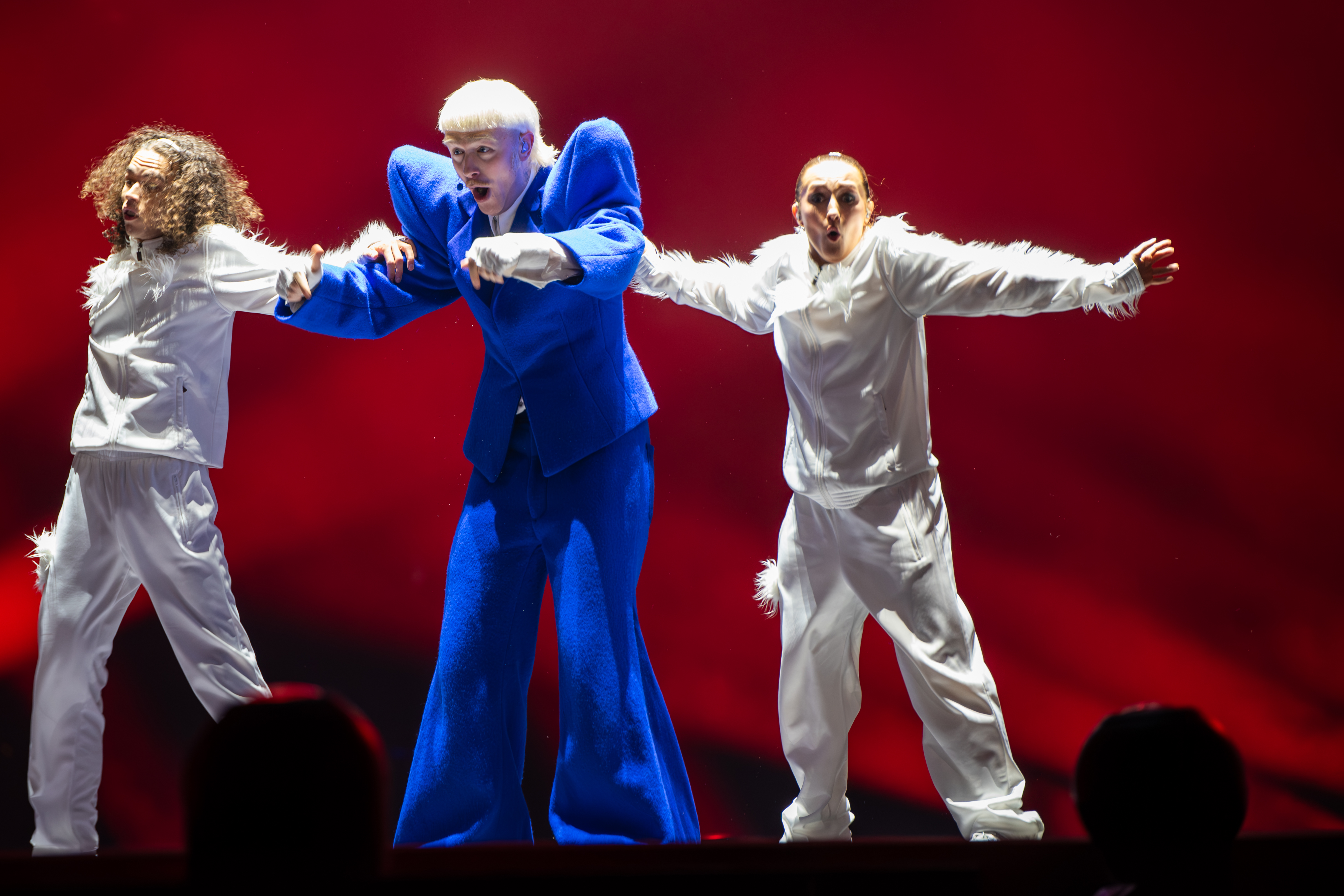
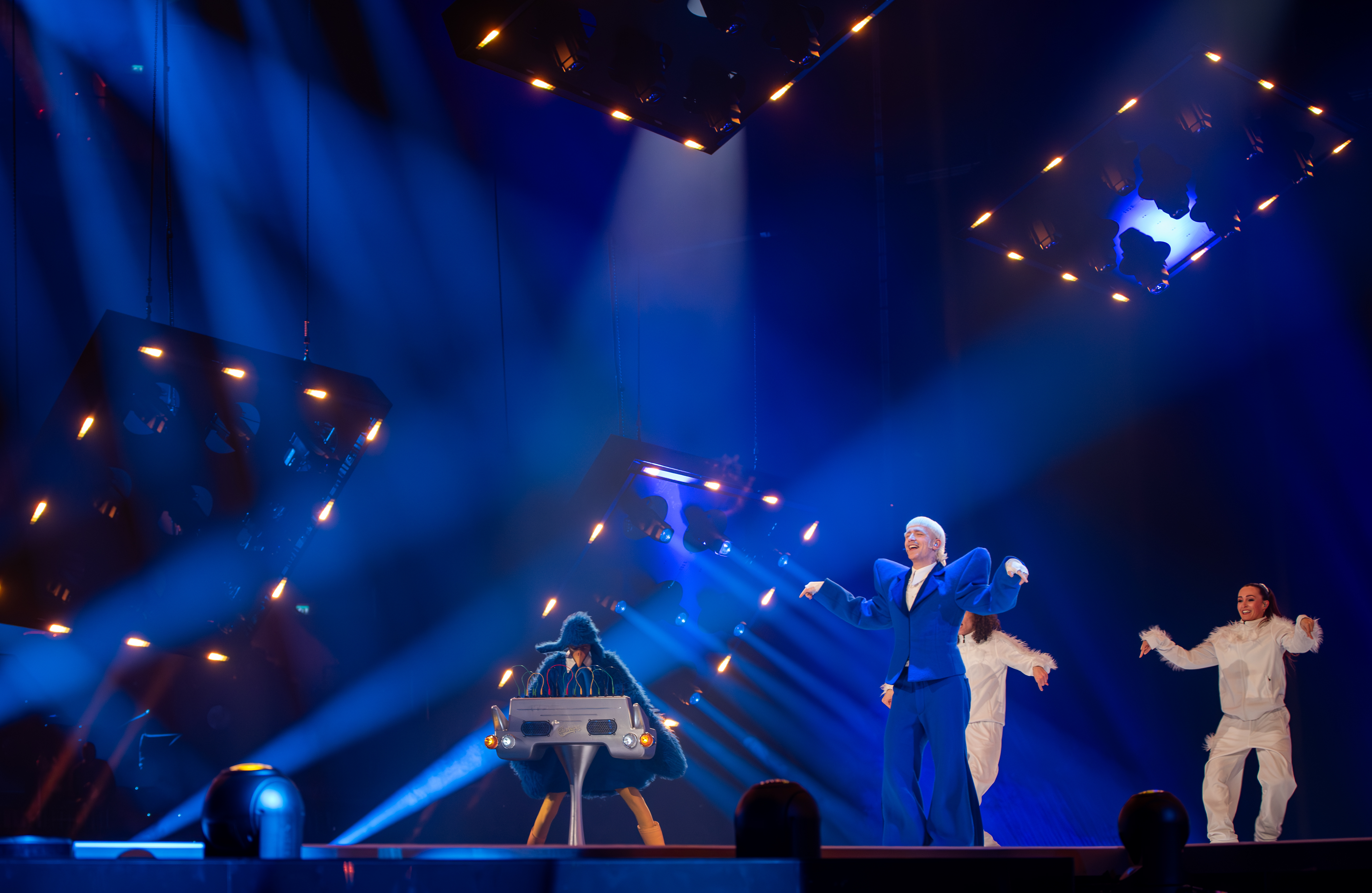
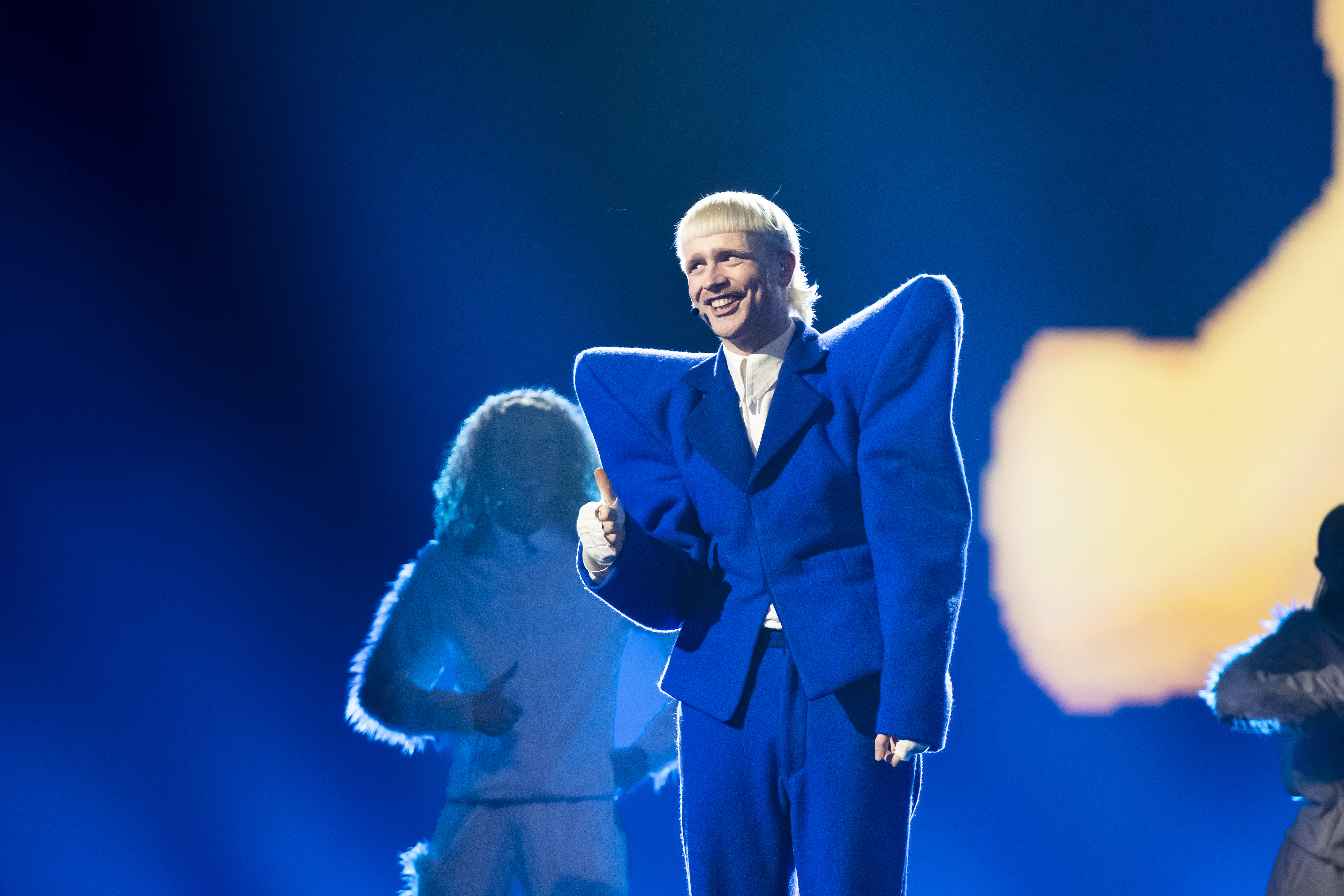
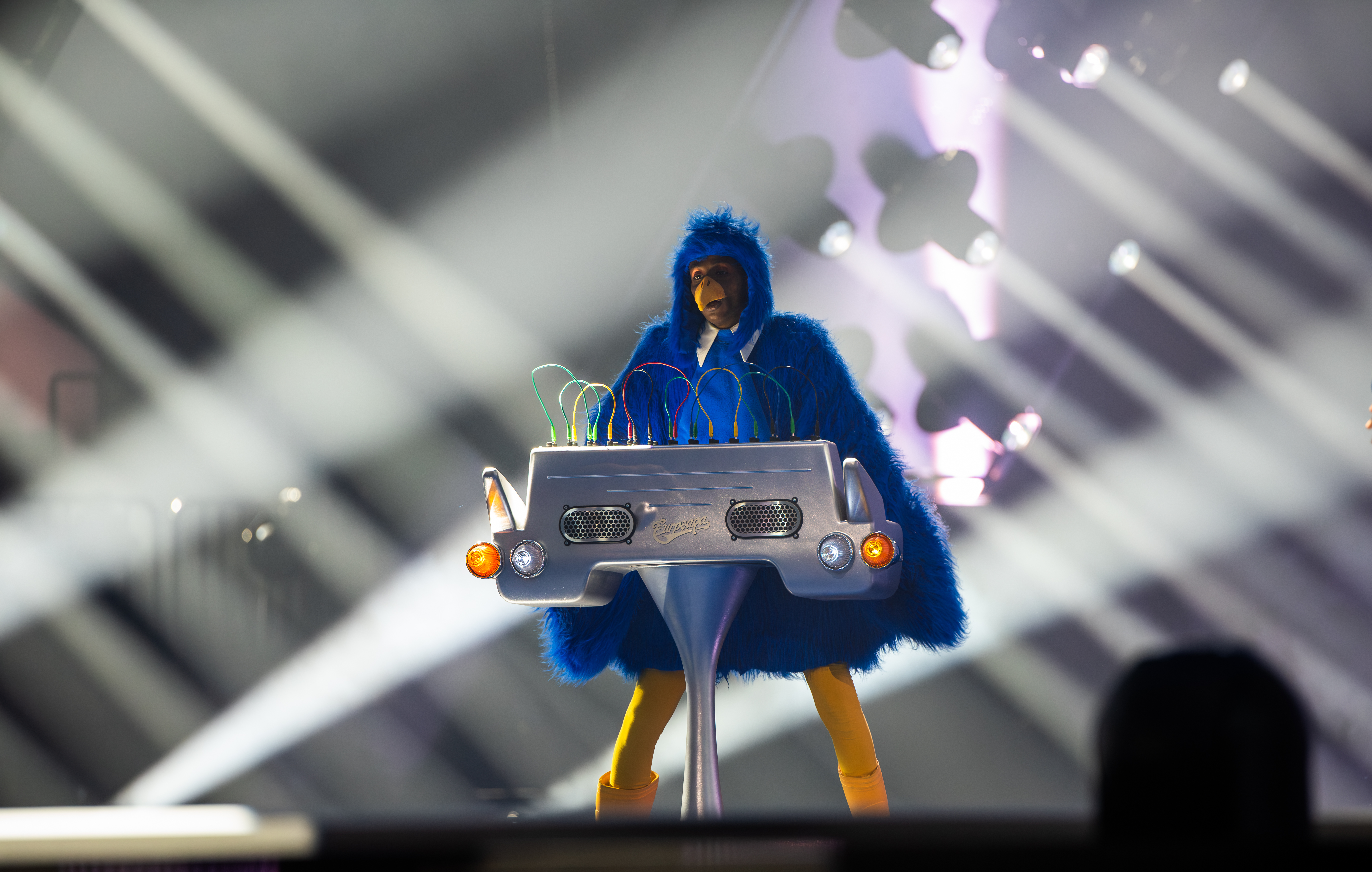
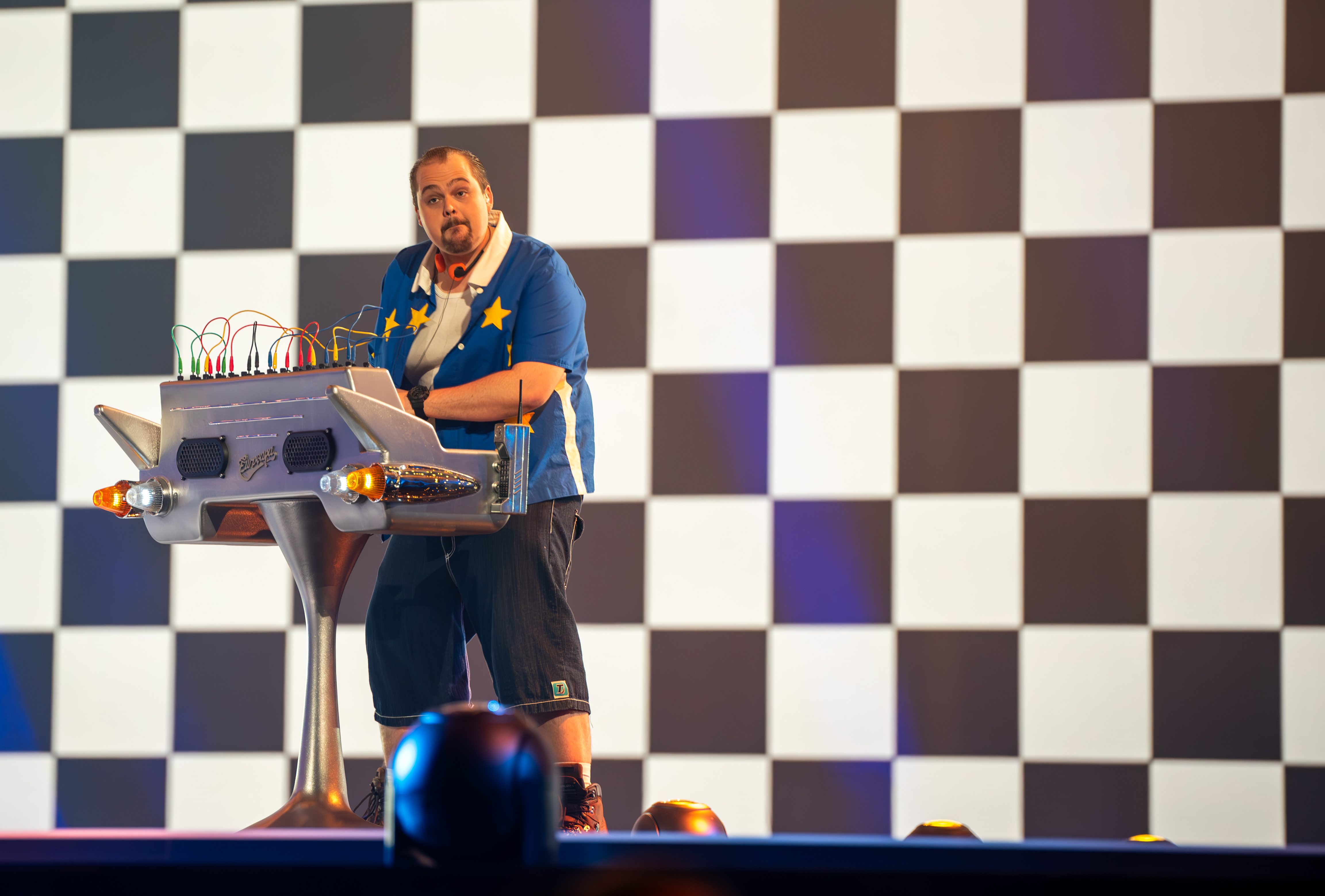
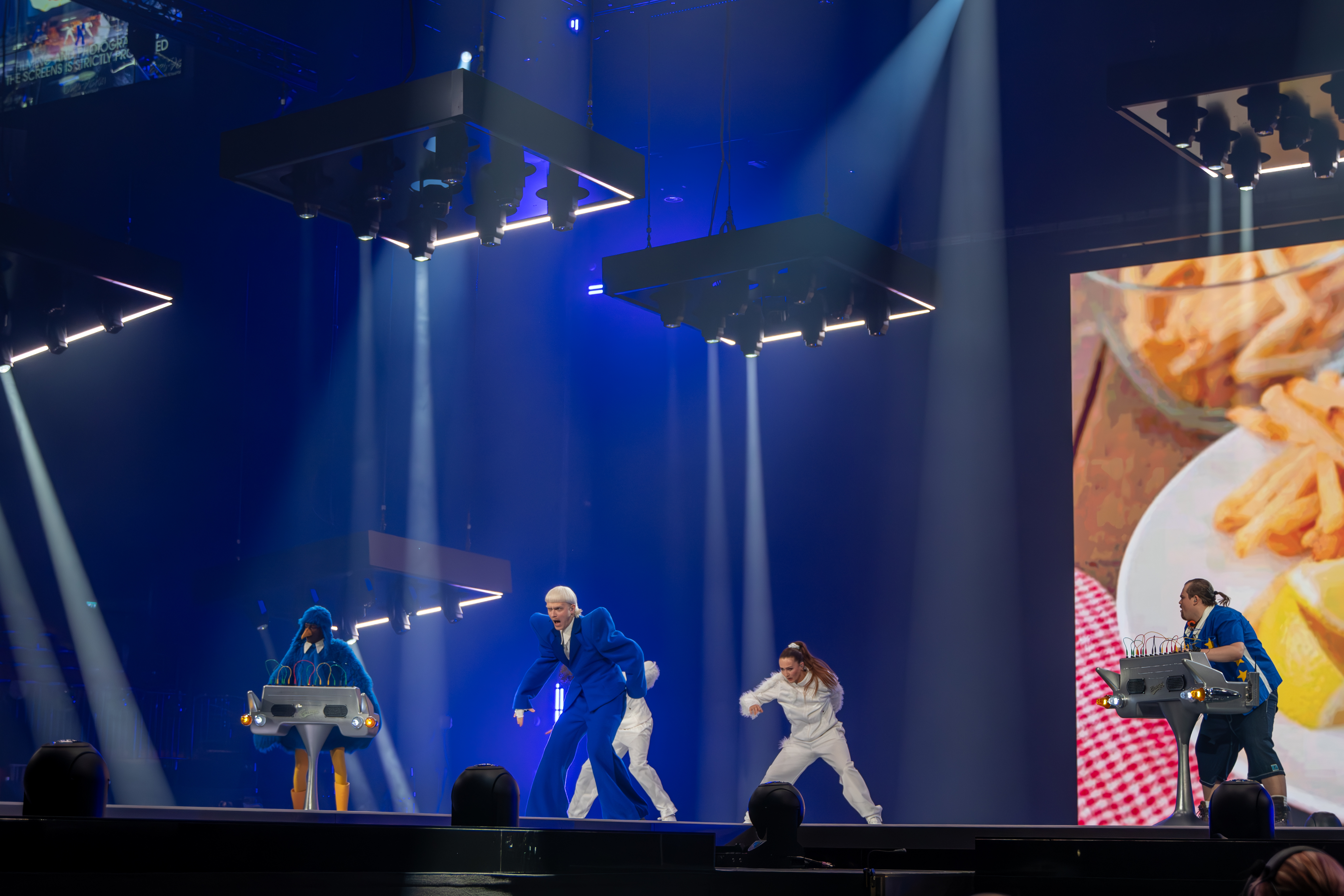
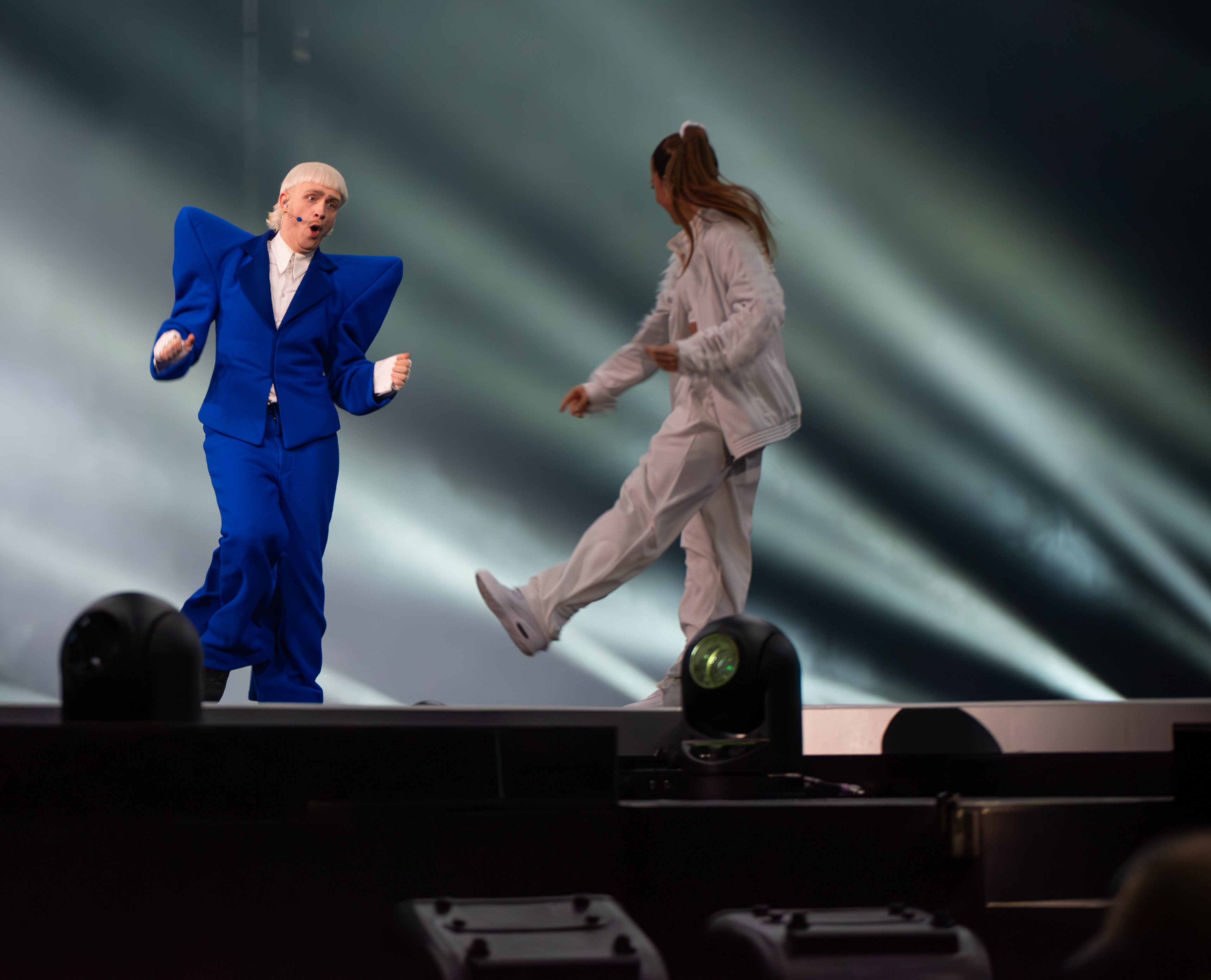
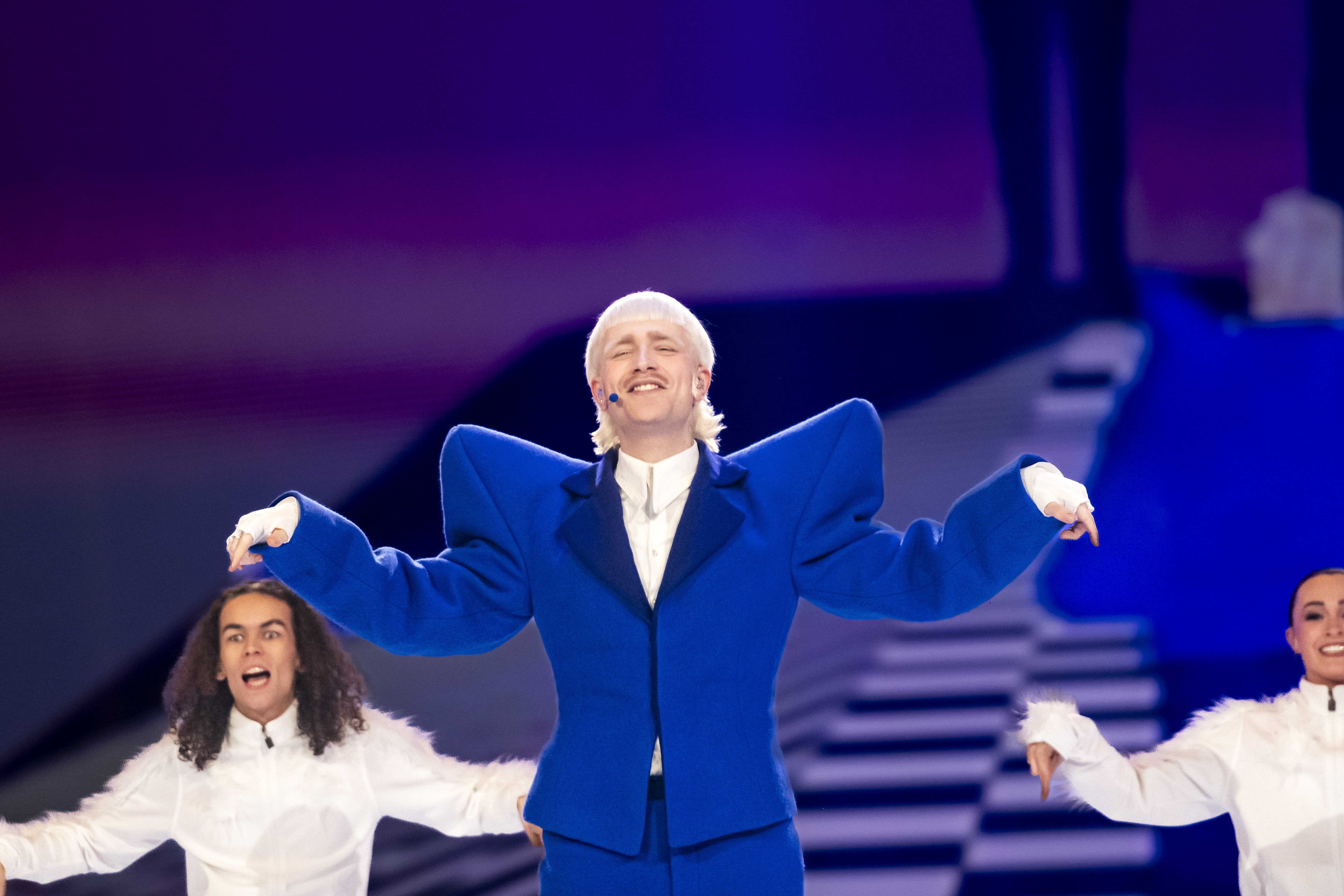
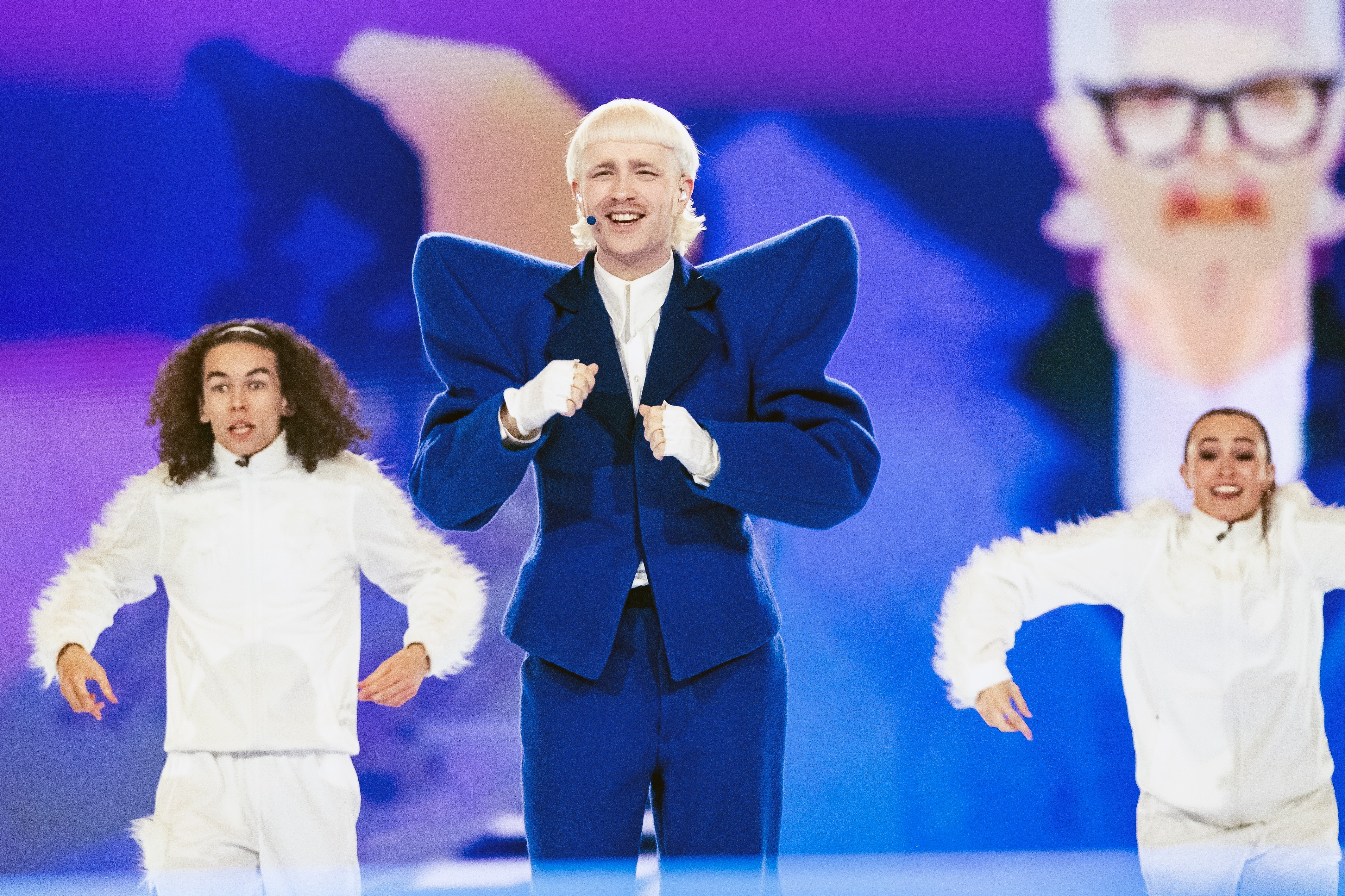
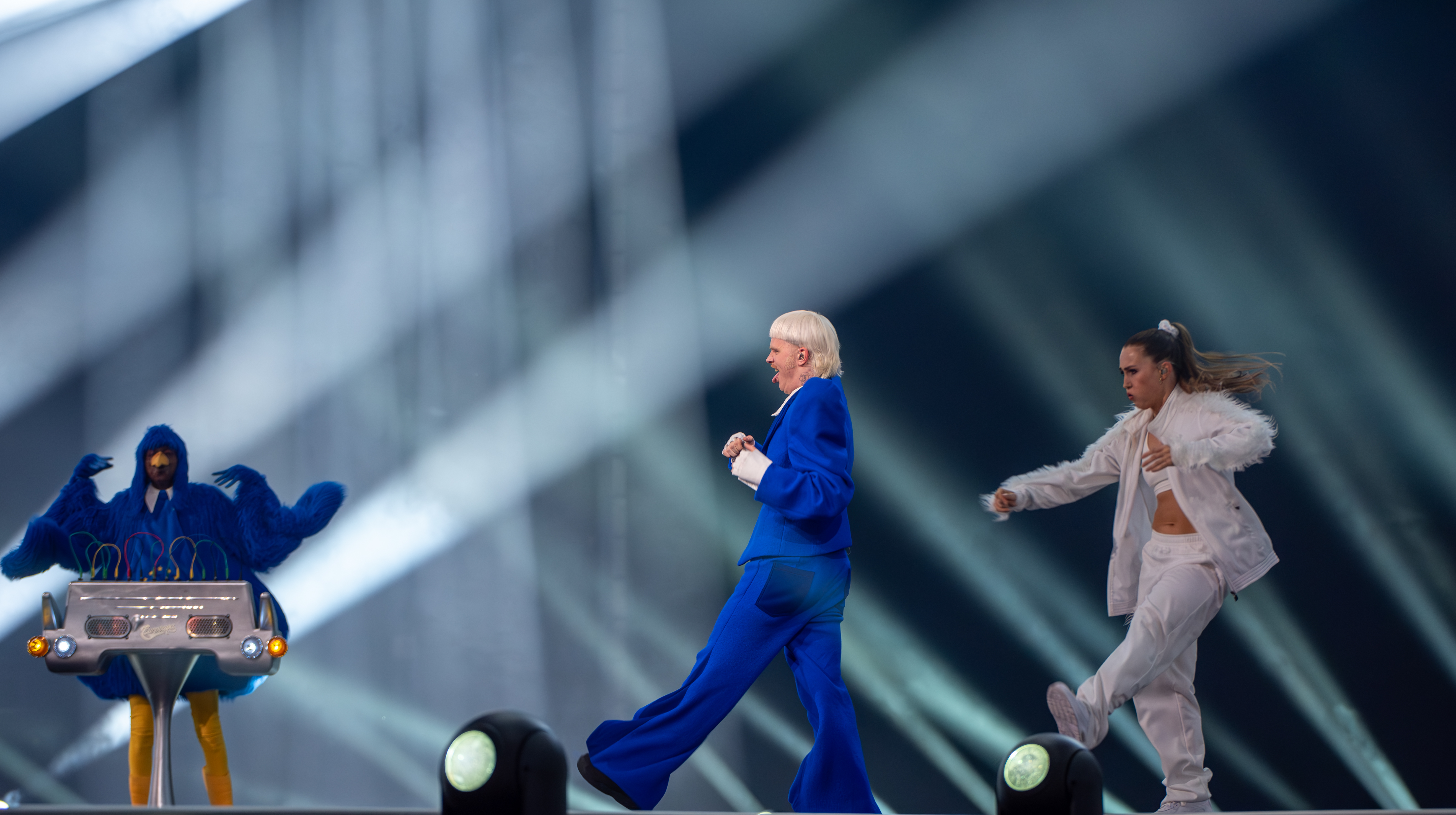

## Чарти
| Чарт                           | Найвища позиція |
| ------------------------------ | --------------- |
| Бельгія (Ultratop 50 Flanders) | 1               |
| Литва (AGATA)                  | 40              |
| Нідерланди (Dutch Top 40)      | 1               |
| Нідерланди (Single Top 100)    | 1               |